# Örjan Persson
Per Örjan Persson (ur. 27 sierpnia 1942 w Uddevalli) – szwedzki piłkarz występujący na pozycji pomocnika.

## Kariera klubowa
Persson zawodową karierę rozpoczynał w 1961 roku w klubie Örgryte IS. W 1964 roku trafił do szkockiego Dundee United. Spędził tam trzy sezony. W tym czasie rozegrał tama 749 spotkań i zdobył 15 bramek. W 1970 roku został graczem klubu Rangers. Jego barwy reprezentował trzy lata. Przez ten czas zaliczył tam 72 mecze i strzelił 22 gole. W 1970 roku powrócił do Örgryte IS, a w 1974 roku zakończył karierę.

## Kariera reprezentacyjna
W reprezentacji Szwecji Persson zadebiutował 19 czerwca 1962 w wygranym 3:0 towarzyskim meczu z Finlandią. W 1970 roku został powołany do kadry na Mistrzostwa Świata. Zagrał na nich w dwóch spotkaniach swojej drużyny - z Izraelem (1:1) oraz Urugwajem (1:0). Z tamtego turnieju Szwedzi odpadli po fazie grupowej. W 1974 roku Persson ponownie był uczestnikiem Mistrzostw Świata. Tym razem zagrał na nich również w dwóch meczach - z Holandią (0:0) oraz Jugosławią (2:1). Tamten turniej Szwedzi zakończyli na drugiej rundzie. W latach 1962–1974 w drużynie narodowej Persson rozegrał w sumie 48 spotkania i zdobył 7 bramek.